# Paroisse Charlotte

Paroisse Charlotte est une paroisse dans le comté de Queens sur l'Île-du-Prince-Édouard, au Canada.
Elle contient les cantons suivants:
- Lot 24
- Lot 32
- Lot 33
- Lot 34

Elle contient aussi Queens Royalty.